# آرتزی
آرتزی (به فرانسوی: Arthezé) یک کمون در فرانسه است که در canton of Malicorne-sur-Sarthe واقع شده‌است. آرتزی ۸٫۶۵ کیلومتر مربع مساحت دارد.